# Дянова
Дянова (словац. Ďanová) — село, громада округу Мартін, Жилінський край, регіон Турєц. Кадастрова площа громади — 7,66 км².
Населення 566 осіб (станом на 31 грудня 2018 року). Протікає Блатницький потік.

## Історія
Дянова згадується 1252 року.

## Населення
| Рік:            | 1994. | 2004.   | 2014.    | 2024.   |
| --------------- | ----- | ------- | -------- | ------- |
| Кількість осіб: | 474   | 488     | 559      | 554     |
| Різниця:        |       | +2,95 % | +14,54 % | -0,89 % |

| Рік:            | 2023. | 2024.   |
| --------------- | ----- | ------- |
| Кількість осіб: | 562   | 554     |
| Різниця:        |       | -1,42 % |